# Julian Jacobs
Julian Jacobs (Las Vegas, 7 de junho de 1992) é um jogador norte-americano de basquete profissional que atualmente joga pelo Los Angeles Lakers D-Fenders, disputando a D-League .